# روزهای ابدی (مجموعه تلویزیونی)
روزهای ابدی یک مجموعهٔ تلویزیونی است به کارگردانی جواد شمقدری که در ۱۳۹۹ از شبکهٔ ۱ سیما در۴۳ قسمت پخش می‌شود. اولین قسمت این سریال چهارشنبه ۸ دی ماه سال۱۳۹۹ و همچنین آخرین قسمت این مجموعه ۲۷ بهمن ۱۳۹۹ از آنتن شبکه یک سیما در ساعت ۲۲:۱۵ پخش شد. . این مجموعه تلویزیونی به گونه تاریخی و علمی است.
برای ساخت این سریال سه سال تحقیقات انجام شده‌است.

## حواشی
تلویزیون ایران در اقدامی کم سابقه رضایت داد که در سریال «روزهای ابدی» شماری از بازیگران به دلیل موقعیت زمانی، شغلی، وابستگی سیاسی و دیپلماتیک روسری سر نکنند و از کلاه‌گیس به عنوان موی سر استفاده شود تا به قول تهیه‌کننده سریال، داستان طبیعی و قابل قبول دیده شود.

## خلاصه داستان
این مجموعه تاریخی با اتفاقات اواخر دی‌ماه ۱۳۵۷ شروع می‌شود و در نقطه ۱۳ آبان‌ماه ۱۳۵۸ به پایان می‌رسد. این مجموعه دربارهٔ تسخیر سفارت آمریکا و روایتی از به ایران آمدن کیت میلت در سال ۱۳۵۷ و وقایع بعد از انقلاب ۱۳۵۷ ایران است.
در این مجموعه به فعالیت‌های مصطفی چمران و علی اصغر وصالی نیز توجه شده و از چهره‌های شاخص آن زمان به ابراهیم یزدی (وزیر امور خارجه وقت) نیز توجه دارد.
همچنین دربارهٔ جریان‌های مجاهدین خلق و سایر گروه‌ها و درگیری‌هایشان اشاره شده‌است.

## بازیگران
بازیگران ایرانی این سریال عبارت اند از:
- امین اسکندریان (مهدی ایزدپناه نقش اول سریال)
- کیمیا اکرمی (در نقش محبوبه نقش اول زن سریال و همسر مهدی)
- یلدا افشار نیا (مهناز نقش اول زن سریال)
- احمد نجفی (پرویز)
- حمید گودرزی (نفیسی)
- رحیم نوروزی (سُرخو)
- علی‌رام نورایی (بکتاش)
- صالح میرزاآقایی (سرهنگ شریف‌زاده)
- فیلیپ ساپرکین (مایکل مترینکو)
- شهره لرستانی (مادر محبوبه)
- زهرا سعیدی (مادربزرگ مهدی)
- سید محسن هاشمی (استاد حوزه علمیه و نماینده آیت الله خمینی)
- جلیل فرجاد (دانشفر)
- ماشاالله شاهمرادی زاده (حاج عرفان)
- کاوه سماک باشی (سروان عباسی)
- امیرمحمد زند (حجت الاسلام سید عباس موسوی قوچانی)
- هوشنگ توکلی (عبدالرحمان قاسملو)
- محمد زارعی (ماشالله)
- شیوا بلوچی (شهره)
- نجوا صاحب الزمانی (ثریا)
- فاطمه بیگی (ناهید)
- محمد جواد جعفرپور (قاسم)
- جلال فاطمی (سرهنگ دیویس)
- ستی دیبا  (کیت میلت)
- محمد کمانی  (گروهبان ژوزف سوبیک)
- سامان توخنی (جان لیمبرت)

## عوامل
برخی از عوامل این سریال عبارتند از:
نویسنده و کارگردان:جواد شمقدری/
تهیه‌کننده :محسن علی اکبری/
مدیر برنامه ریزی و دستیار اول کارگردان: حمید همتی/
مدیر تصویر برداری:هادی شلالوند ،عبدالله عبدی نسب/
مجری طرح:محمود غلامی/
تصویربردار:حسین بذرافشان/مدیرصدابرداری: کاوه دیداری/
طراحی و ترکیب صدا:آرش منتظری/
طراح صحنه و لباس:مجید علی اسلام/
طراح چهره پردازی:داریوش صالحیان/
تدوین:روح‌الله شمقدری/
جلوه‌های ویژه میدانی:داوود رسولیان/
جلوه‌های ویژه بصری:محمد امامی/
مدیر گویندگان:سید میرطاهر مظلومی/
موسیقی:بهزاد عبدی/
ناظر کیفی:مهدی ارگانی/
مدیران تولید:سعید کشاورزی٬مهدی مددکار/
تصحیح رنگ:مهدی سحرخیز/
دستیار دوم کارگردان:امیر حسین مدرس/
عکس:محمد مهدی نبی زاده/
مدیر تدارکات:عسگر جبارپور.
این سریال به سفارش مرکز سیما فیلم ساخته شده و از کارهای الف ویژه آن است.